# 月岡駅 (新潟県)
月岡駅（つきおかえき）は、新潟県新発田市本田にある、東日本旅客鉄道（JR東日本）羽越本線の駅である。

## 歴史
- 1912年（大正元年）9月2日：信越線支線・新津 - 新発田間開業の際に天王新田駅（てんのうしんでんえき）として開設[2]。
- 1914年（大正3年）6月2日：新発田 - 中条間延伸開業にともない村上線に改称。
- 1924年（大正13年）7月31日：全線開業にともない村上線を羽越線に編入。
- 1925年（大正14年）11月20日：羽越線を羽越本線に改称。
- 1950年（昭和25年）9月1日：月岡駅に改称[3]。
- 1969年（昭和44年）10月1日：手荷物および小荷物の配達取り扱いを廃止[2]。
- 1972年（昭和47年）9月1日：貨物の取り扱いを廃止[2]。同時に業務委託駅となる[4]。
- 1984年（昭和59年）2月1日：荷物の取り扱いを廃止[2]。
- 1985年（昭和60年）3月14日：委託を解除し、無人化[5]。
- 1987年（昭和62年）4月1日：国鉄分割民営化により、JR東日本の駅となる[2]。
- 2008年（平成20年）3月15日：ICカード「Suica」の利用が可能となる[6]。

## 駅構造
島式ホーム1面2線を有する地上駅である。駅舎とホームは跨線橋で連絡している。列車の行き違いがない場合は両方面の列車とも、2番線（南側）からの発着となる。以前は2番線外側にも側線（上り1番線）が存在した。
新津駅管理の無人駅となっている。駅舎は改築後しばらく売店（キヨスク）があったが閉店・撤去され、現在は待合室の機能のみ有する。簡易Suica改札機、乗車駅証明書発行機、トイレなどが設置されている。

### のりば
| 番線 | 路線      | 方向 | 行先           |
| ---- | --------- | ---- | -------------- |
| 1・2 | ■羽越本線 | 下り | 村上・鶴岡方面 |
| 1・2 | ■羽越本線 | 上り | 新津方面       |

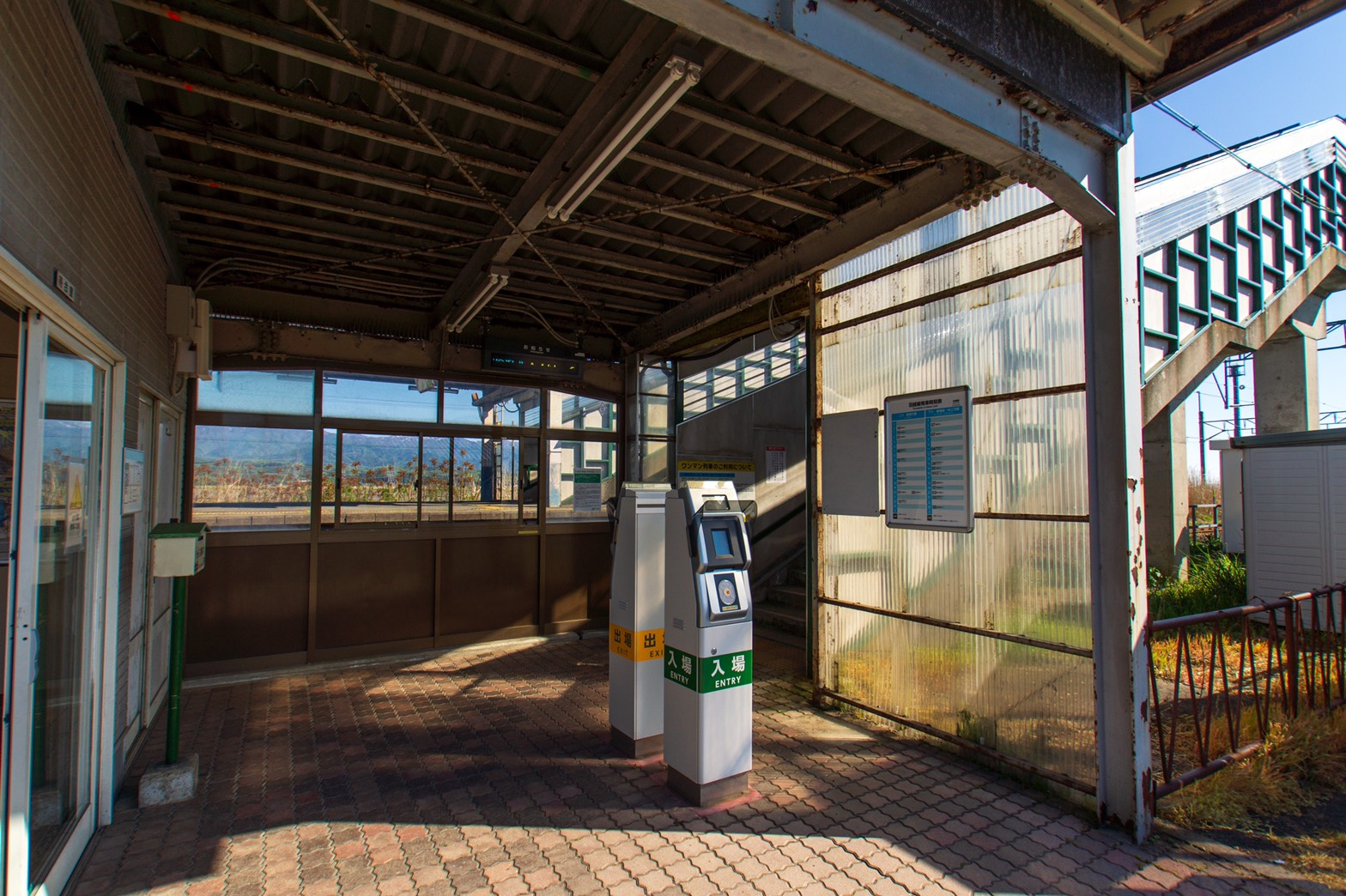
改札口（2019年5月）
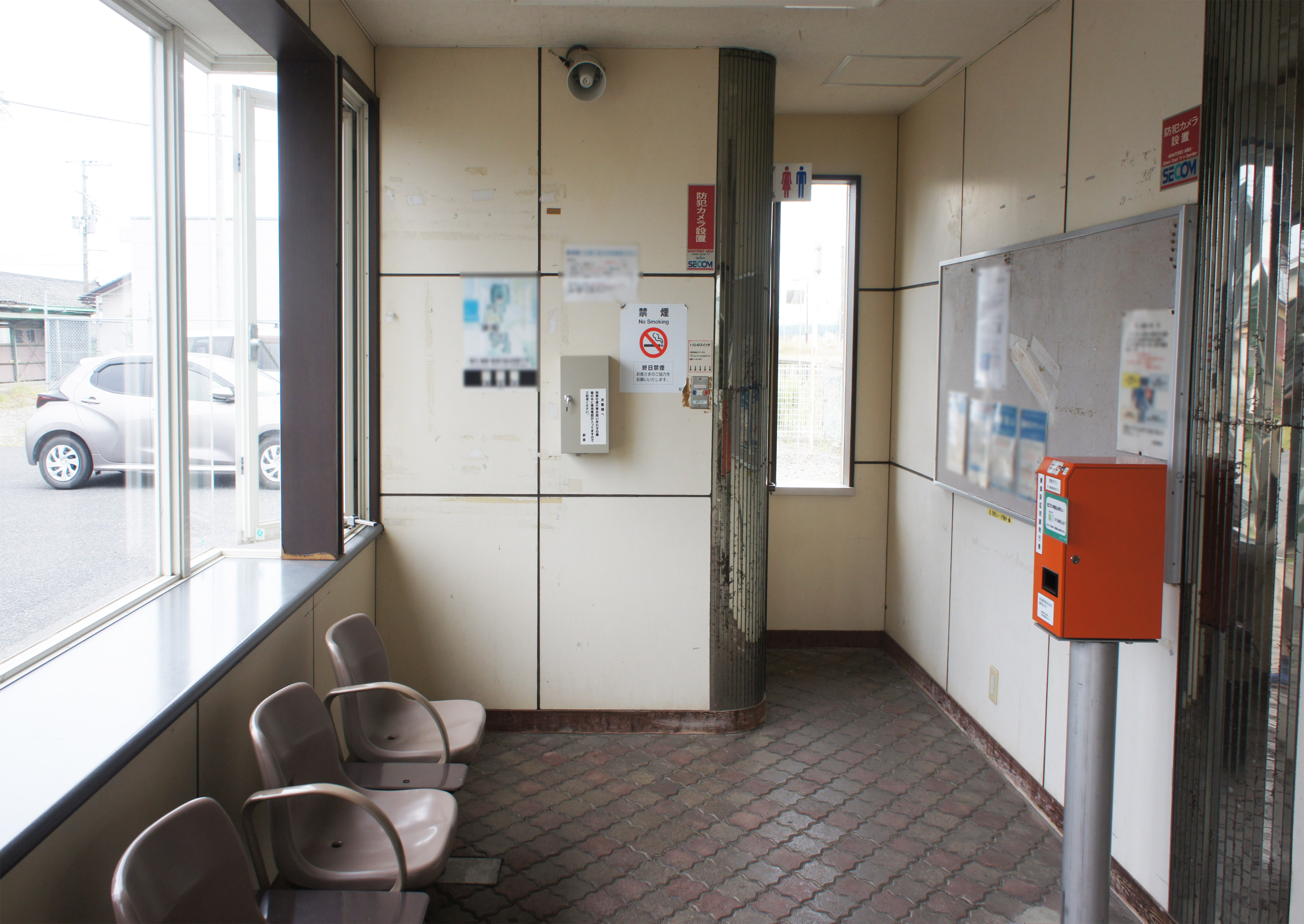
待合室（2021年9月）
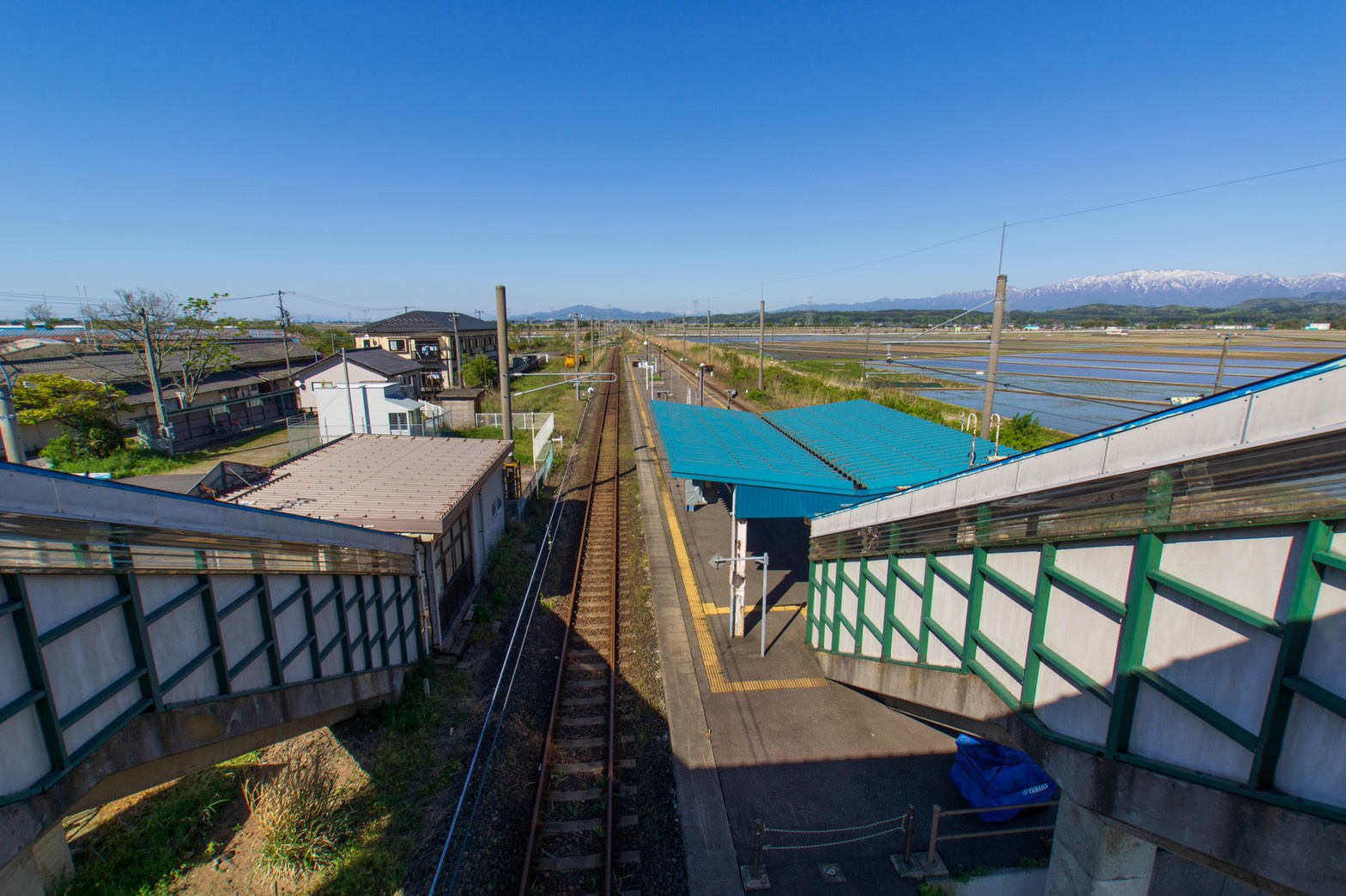
ホーム（2019年5月）

## 駅周辺
沿道には農家などの住宅が立ち並ぶ。駅の南側は水田となっている。
- 国道460号
- 新潟県道300号月岡停車場月岡線
- 天王郵便局
- 月岡温泉 - バス・タクシーで約10分
- 市島邸
- 福島潟
- 株式会社いえい新発田工場・本部

## バス路線

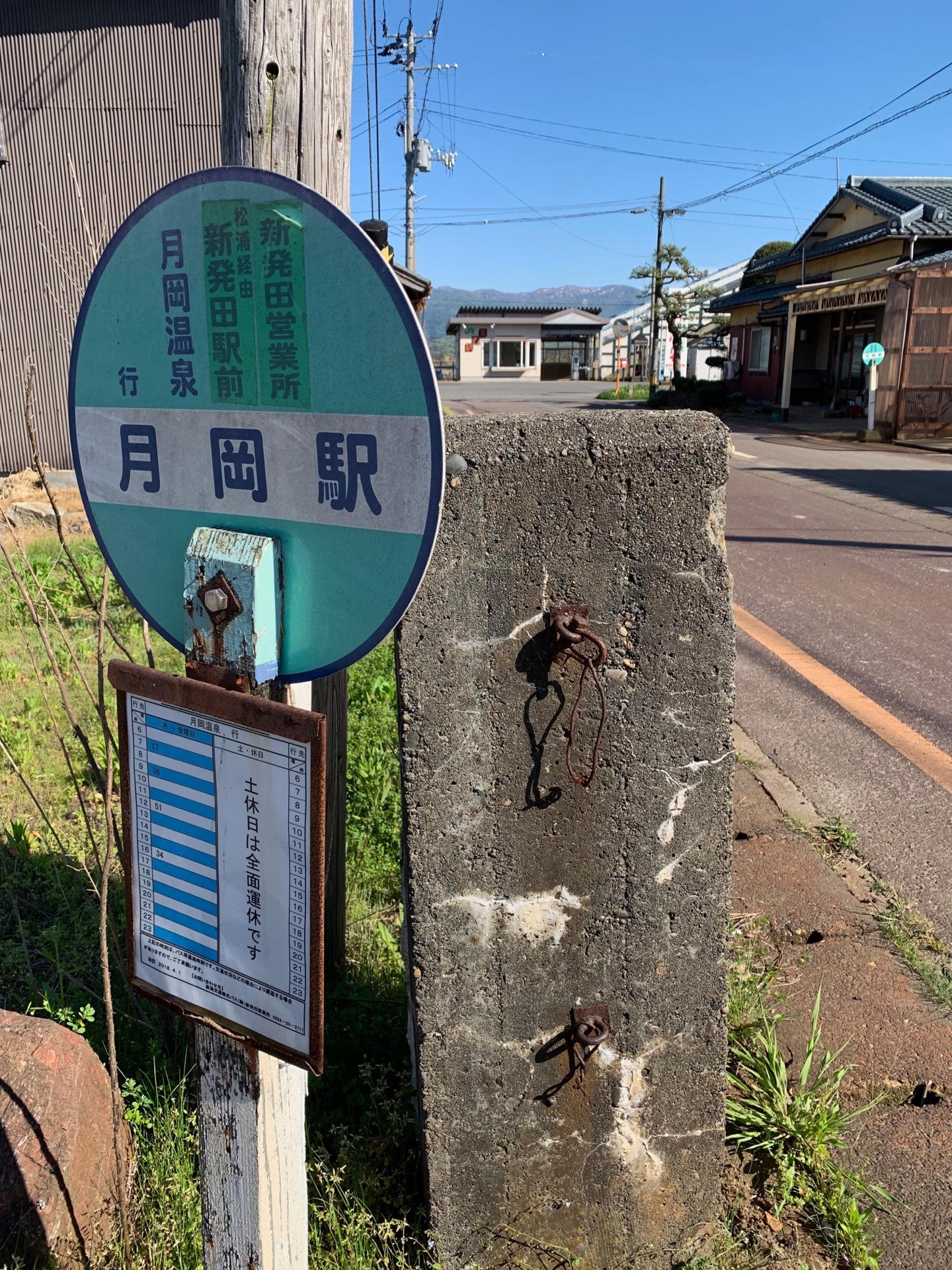
新潟交通観光バス「月岡駅」バス停（2019年5月）

2024年（令和6年）1月現在では、当駅を出てすぐの路上に新潟交通観光バスの「月岡駅前」バス停が設置されており、平日のみ以下の路線が運行されている（各方向2便ずつ）。
- 本田・天王号：月岡足湯前方面／新発田駅・新発田営業所方面[9]

## 隣の駅
東日本旅客鉄道（JR東日本）
■羽越本線
神山駅 - 月岡駅 - 中浦駅